# Saint Georges et le Dragon (Salvador Dalí)
Pour les œuvres du même nom, voir Saint Georges et le Dragon.
Saint Georges et le Dragon de Salvador Dalí est une statue de 1977 de l'artiste surréaliste espagnol Salvador Dalí (1904-1989), fondue en bronze pour la première fois en 1984. Elle représente saint Georges terrassant un dragon (saint Georges est le saint protecteur de la Bourgogne). Cette œuvre est déclinée par l'artiste sous de nombreuses variantes (sculptures, peintures, lithographies ...).

## Historique
Les sources d’inspiration de Dalí, artiste érudit et maître du surréalisme, sont extrêmement variées : littérature antique, bible, Moyen Âge, renaissance ...  

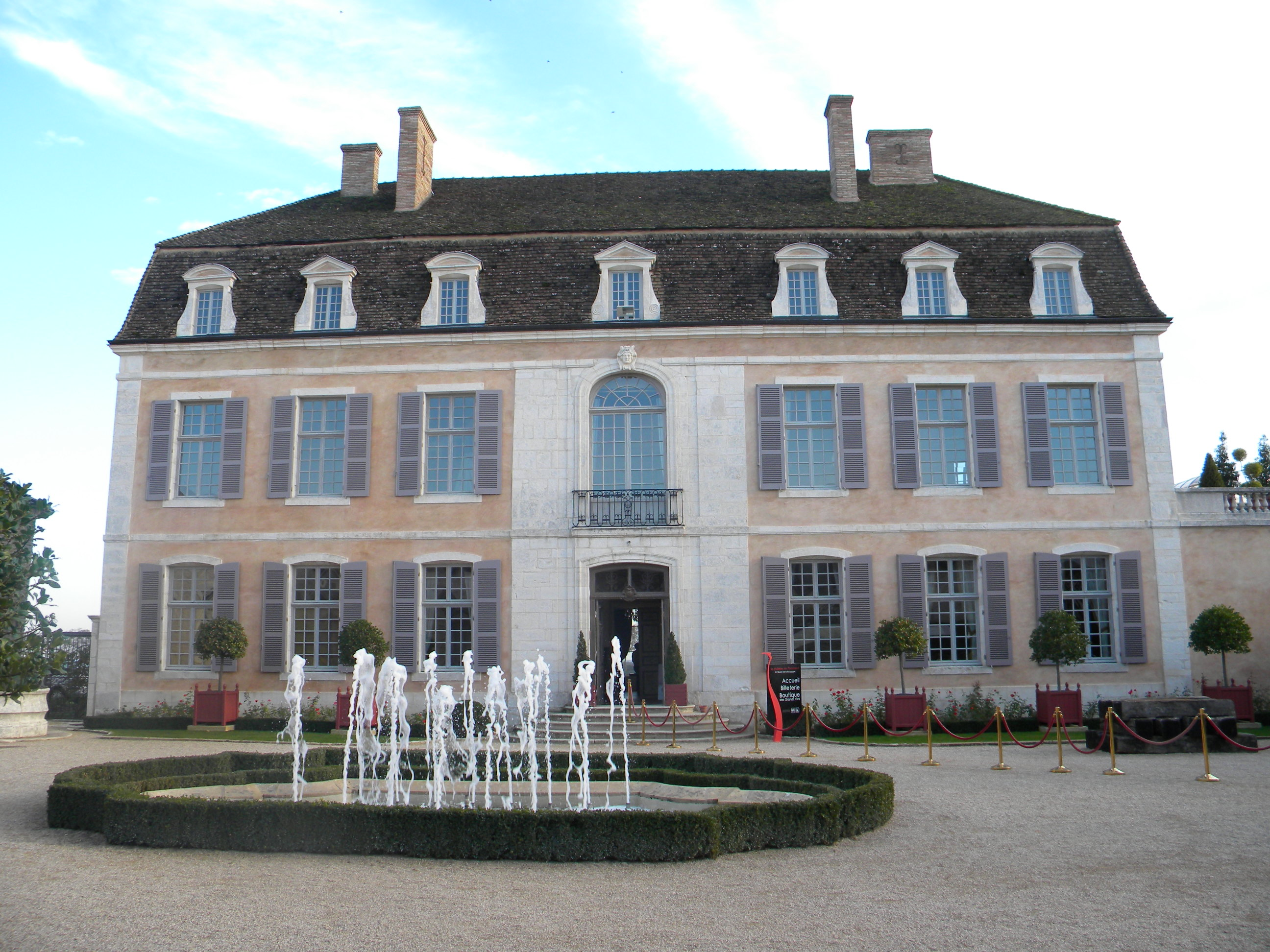
Château de Pommard
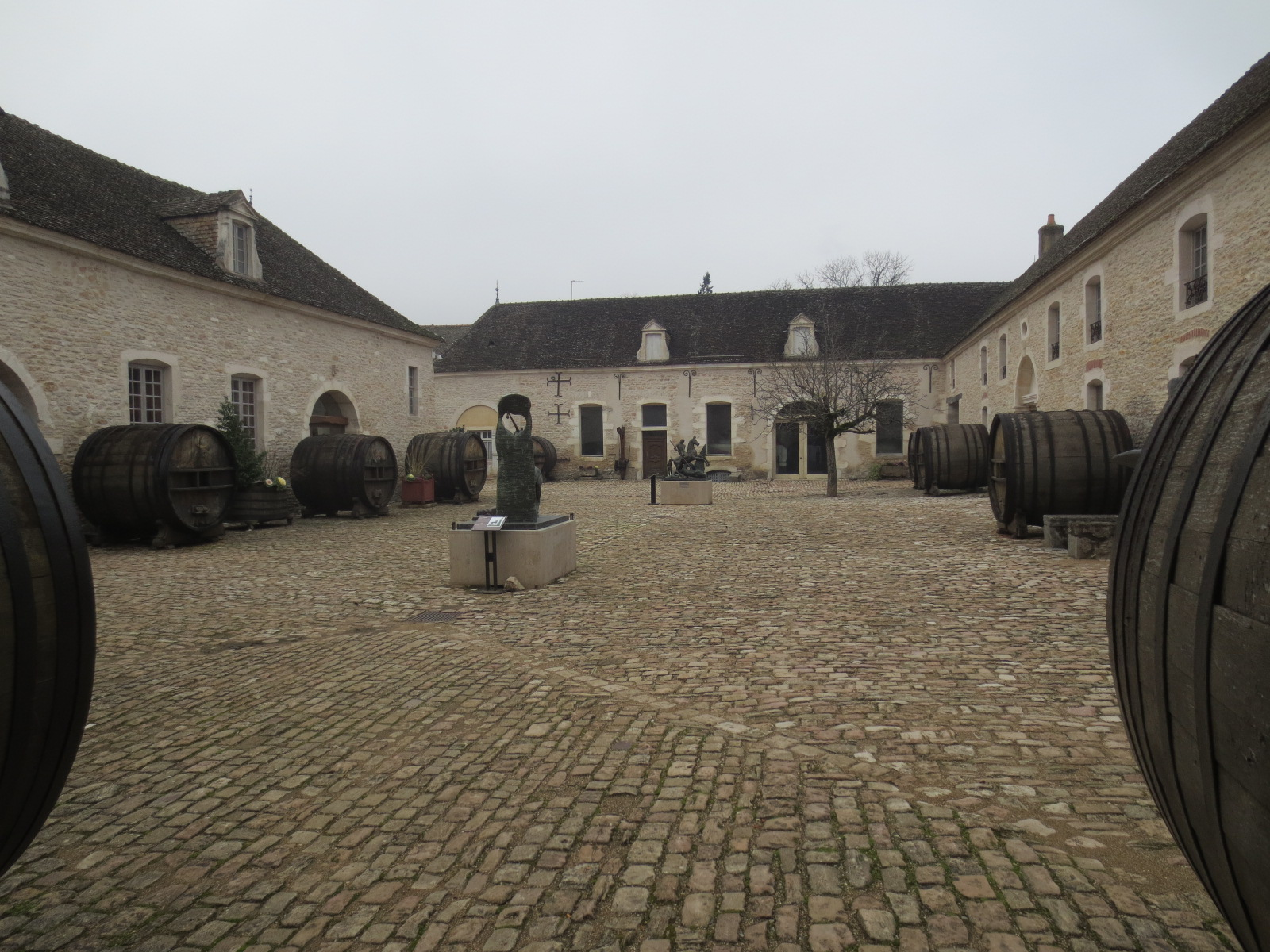
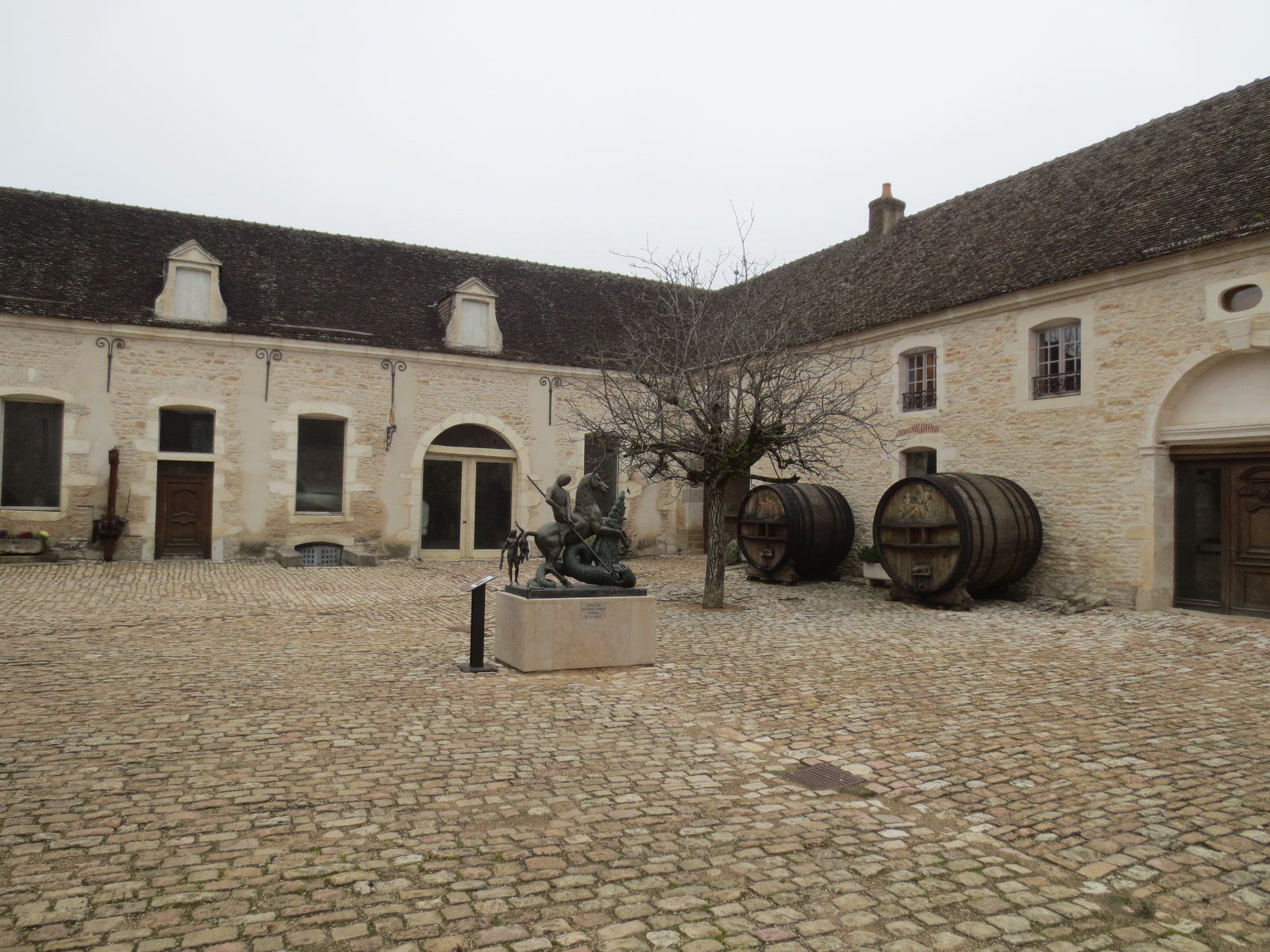
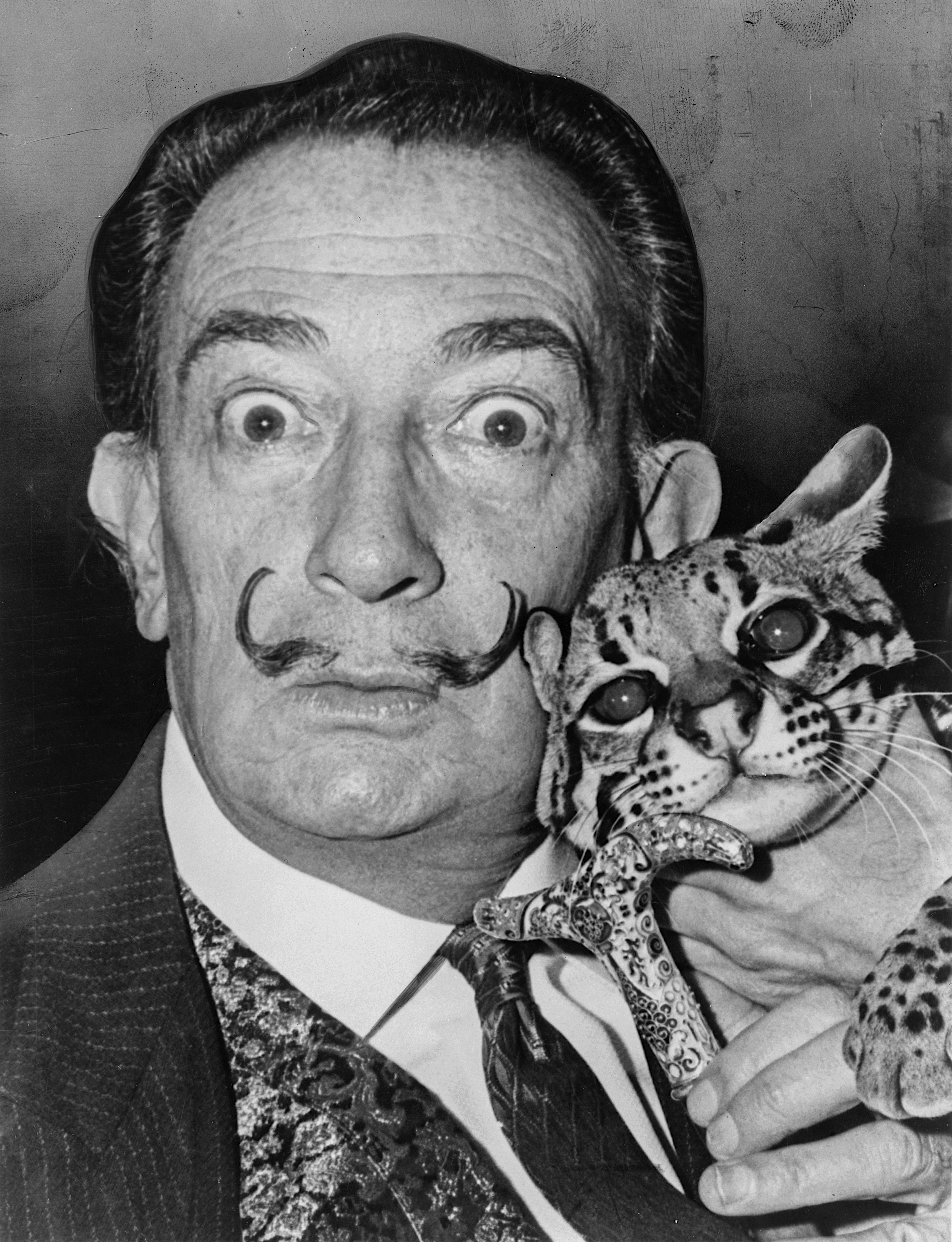
Salvador Dalí en 1965

Georges de Lydda (saint Georges pour les chrétiens), saint patron de la chevalerie de toute la chrétienté (ordre du Temple, ordre Teutonique, ordre de la Jarretière, ordre de Saint-Michel et Saint-Georges ...), est une allégorie de la victoire de la foi chrétienne sur le Démon (du bien sur le mal). Le chevalier ne possède aucun aspect physique et n'a pas de visage pour que chacun puisse s'identifier à lui.  
Martyr légendaire du IVe siècle, saint Georges est le saint patron de la Catalogne natale de Dalí (Sant Jordi) et de la Bourgogne. Il est un des thèmes artistiques favoris du célèbre artiste. Le culte et la légende qui entourent la vie de ce saint oriental, se propage en Europe avec les templiers durant les croisades des XIe et XIIe siècles. Au XIIIe siècle, elle est adaptée par l’archevêque dominicain Jacques de Voragine dans La Légende dorée.  
Au Moyen Âge, le dragon est couramment utilisé pour représenter symboliquement le diable, le péché, le mal, les croyances païennes, la barbarie, l'Apocalypse ... dont triomphe les saints (archange Saint Michel et sauroctones). Il est une source importante d'inspiration pour les artistes. Le dragon de cette œuvre ressemble également en partie au serpent de la Genèse. 
En 2004 le promoteur immobilier Maurice Giraud, grand amateur d'art, achète le château de Pommard en Bourgogne, ainsi que cette œuvre de Dalí qu'il installe au centre d'une des cours du château, haut-lieu du vignoble de Bourgogne, ou il organise de nombreuses expositions d'art continues.
En 2022, l'œuvre se trouve au Vatican, en bas de l'escalier qui mène aux salons privés. 

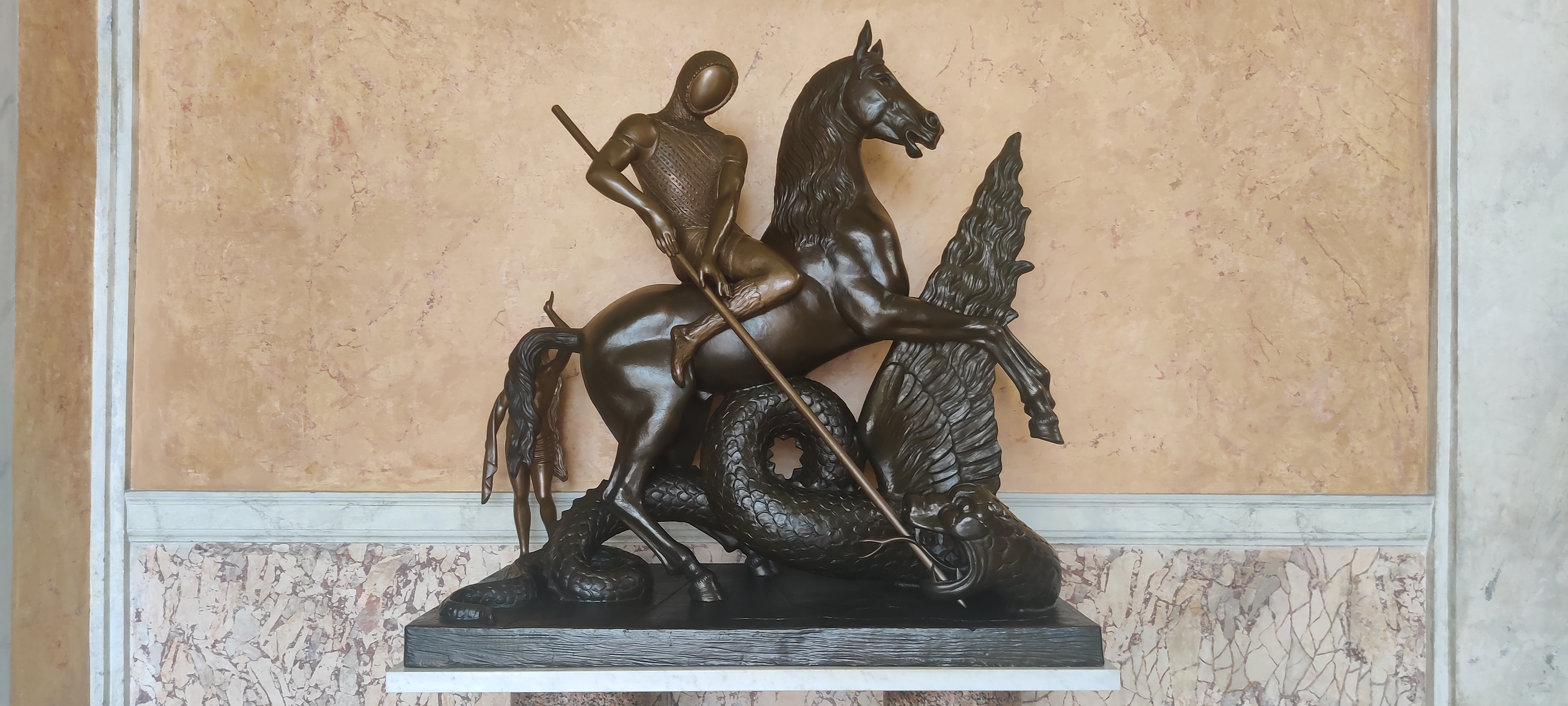
Saint Georges et le Dragon